# Adolphe Wurtz
Charles Adolphe Wurtz, född 26 november 1817 i Strasbourg, död 12 maj 1884 i Paris, var en fransk läkare och kemist.

## Biografi
Wurtz, som var prästson, ägnade sig i Strasbourg samtidigt åt medicinska och kemiska studier samt ingick 1842 i Justus von Liebigs laboratorium vid Giessens universitet. Han blev medicine doktor 1843 i Paris, där han arbetade under Antoine-Jérôme Balard på Sorbonne och sedermera på Jean-Baptiste Dumas privata laboratorium. Wurtz inrättade 1850 tillsammans med Verdeil och Dollfus ett laboratorium efter mönster av det i Giessen, men detta projekt fick överges på grund av ekonomiska svårigheter.
Sedan han 1853 erhållit den kemiska professuren och sedermera dekanatet vid École de médecine, blev detta läroverks laboratorium en vetenskaplig institution, där ett antal unga kemister, både fransmän och utlänningar, utbildades under Wurtz ledning. Av de som arbetade under Wurtz, samt av Paris ledande kemister, grundades 1858 Société chimique de Paris. 
Wurtz blev medlem av Franska institutet 1867. År 1872 tog han initiativet till bildandet av Association française pour l’avancement des sciences. År 1881 blev han professor i organisk kemi i Sorbonne och 1884 senator. Han tilldelades Copleymedaljen 1881. Hans namn tillhör de 72 som är ingraverade på Eiffeltornet.
Wurtz första större vetenskapliga arbete, som påbörjades i Giessen, var en undersökning om underfosforsyrlighet (H3PO2). Senare ägnade han sig åt studier av cyansyrans eterarter, som ledde till den epokgörande upptäckten av aminerna (1849), en upptäckt, som hade stort inflytande på utvecklingen af de kemiska teorierna. Betydelsefulla var också hans upptäckt av glykol (1856) och av aldolkondensationen (1872).
Wurtz utövade mycket stort inflytande på sin samtids synsätt inom kemin, särskilt i Frankrike, genom Leçons de philosophìe chimique (1864) och den stora encyklopedien Dictionnaire de chìmie pure et appliquée (1868-1878 samt 2 band tillägg).